# 科格爾山 (南非山脈)
34°15′S 18°55′E / 34.250°S 18.917°E

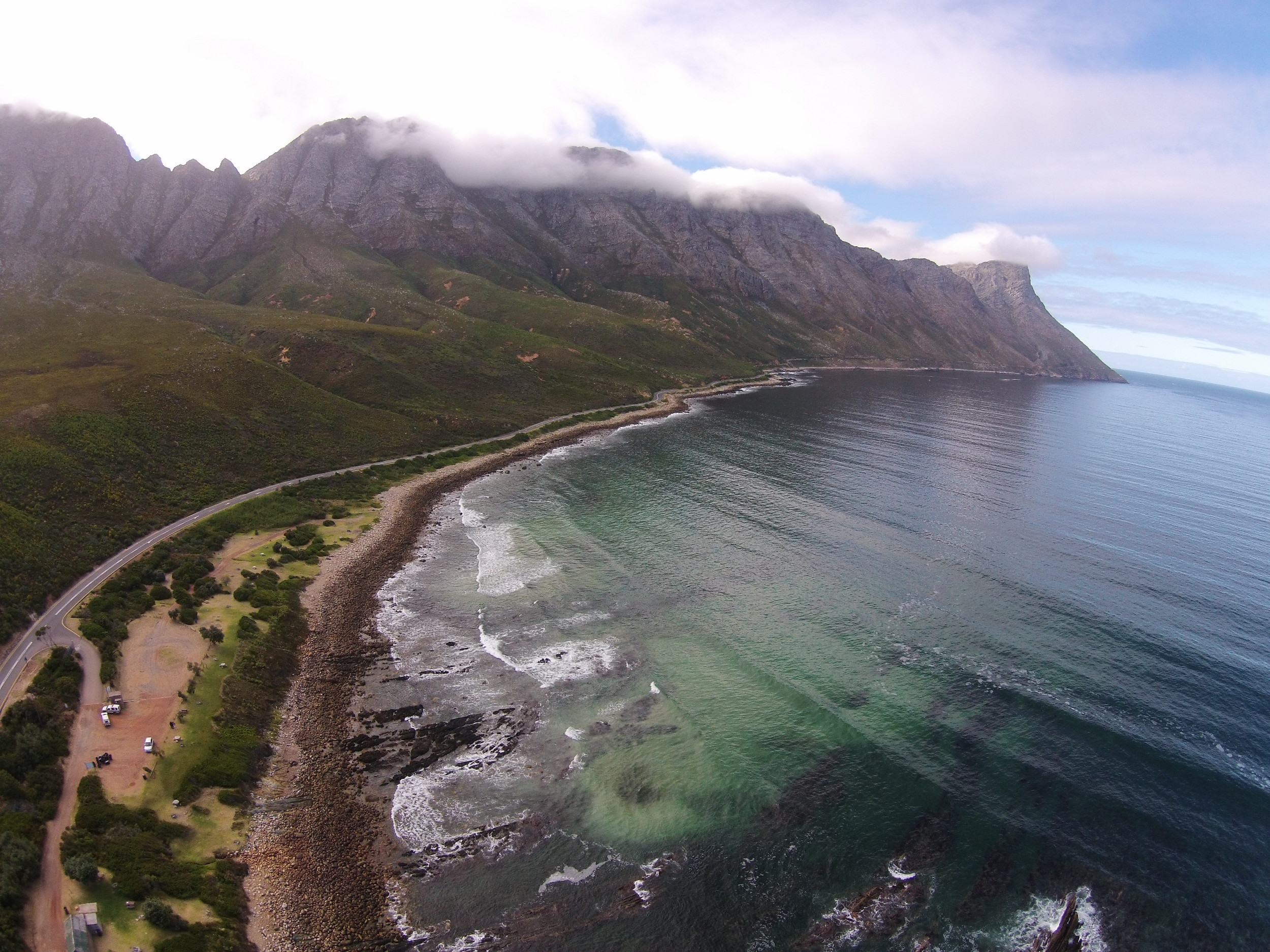

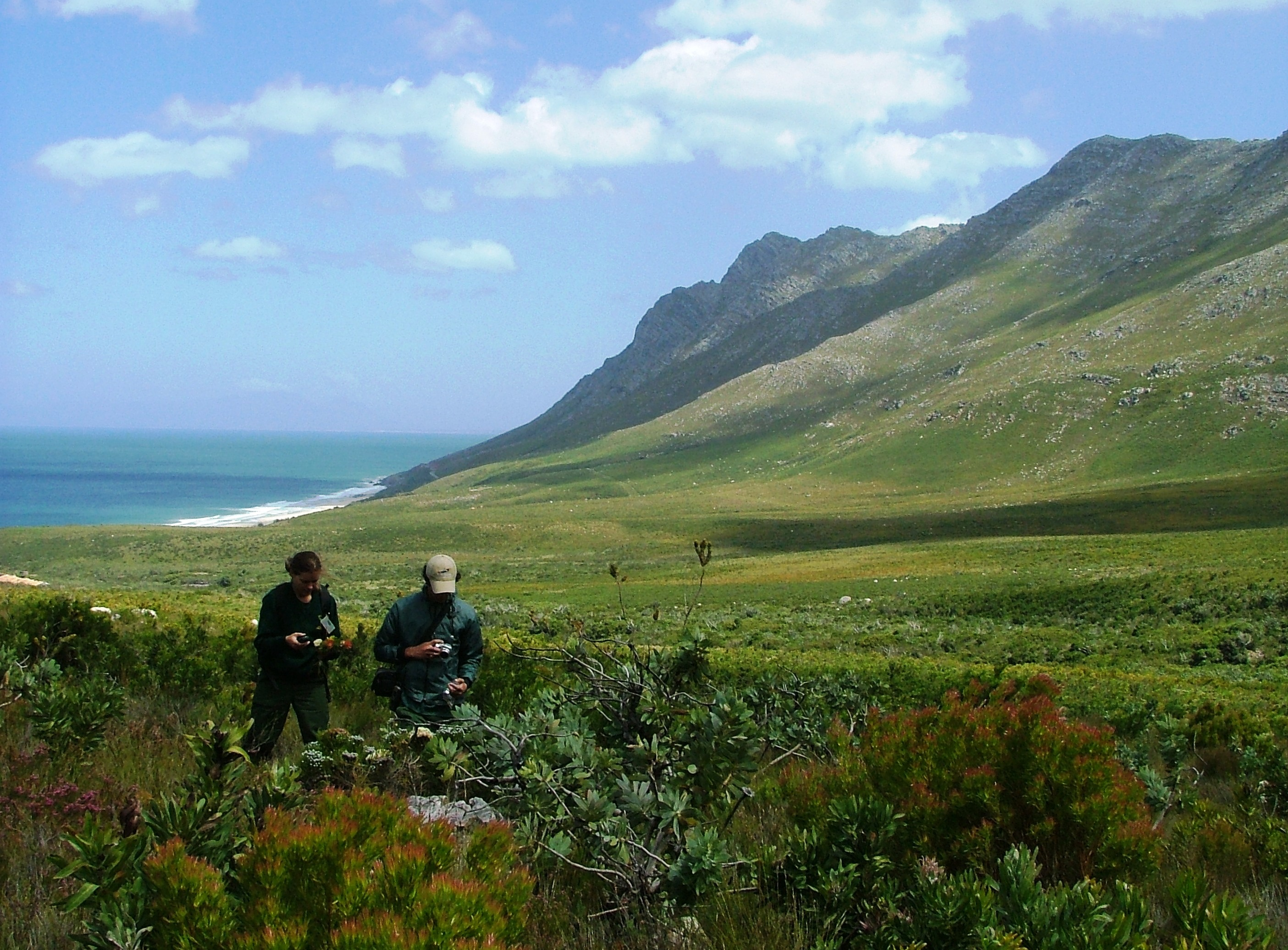

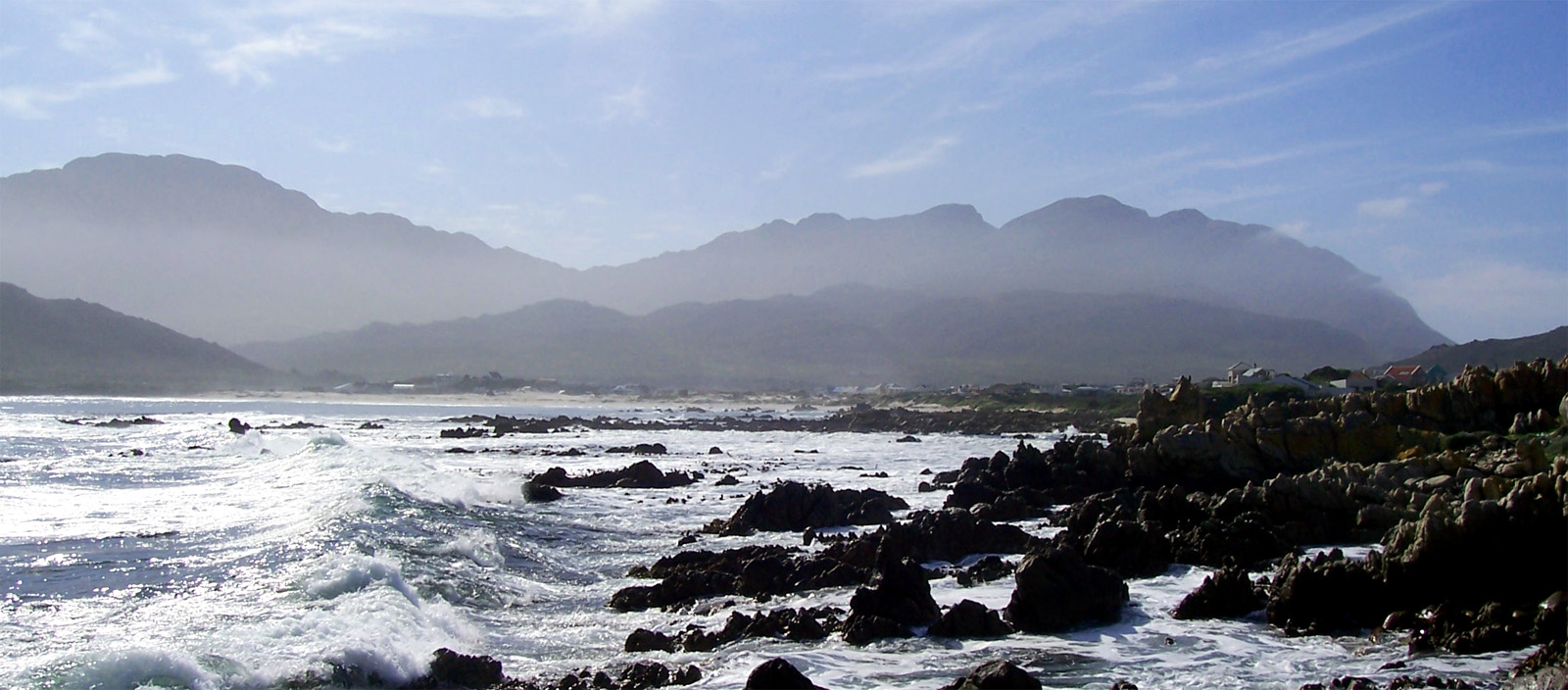

科格爾山是南非的山脈，位於該國南部西開普省，處於福爾斯灣沿岸，受地中海氣候影響，受弗因博斯植被覆蓋，最高點海拔高度1,289米。